# Jean Regnault de Segrais

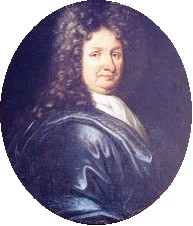
Jean Regnault de Segrais.

Jean Regnault de Segrais (22 de agosto de 1624-15 de marzo de 1701), fue un poeta francés. Fue elegido miembro de la Academia Francesa en 1662.
Autor de novelas y poemas pastorales Athys, recreó, en sus obras, los retratos de los asiduos al salón de la duquesa de Montpensier. Prestó su nombre para las primeras publicaciones de las obras de Madame La Fayette. Fue elegido miembro de la Academia francesa en 1662 ocupando el sillón n.º 6. También fue miembro de la Academia de Caen de la que fue presidente, en 1674 tras el fallecimientoo de su fundador Jacques Moissant de Brieux
Segrais, l’ami franc et loyal
Cœur formé de ce pur métal
Qu’on vit reluire au premier âge
(Segrais, el amigo sincero y leal

Corazón formado de este puro metal

Que se ve brillar desde el primer momento) 

## Obras
- Bérénice (1648)
- Divertissements de la princesse Aurélie (1656)

- Datos: Q973961
- Multimedia: Jean Regnault de Segrais / Q973961